# المسرح في روما القديمة

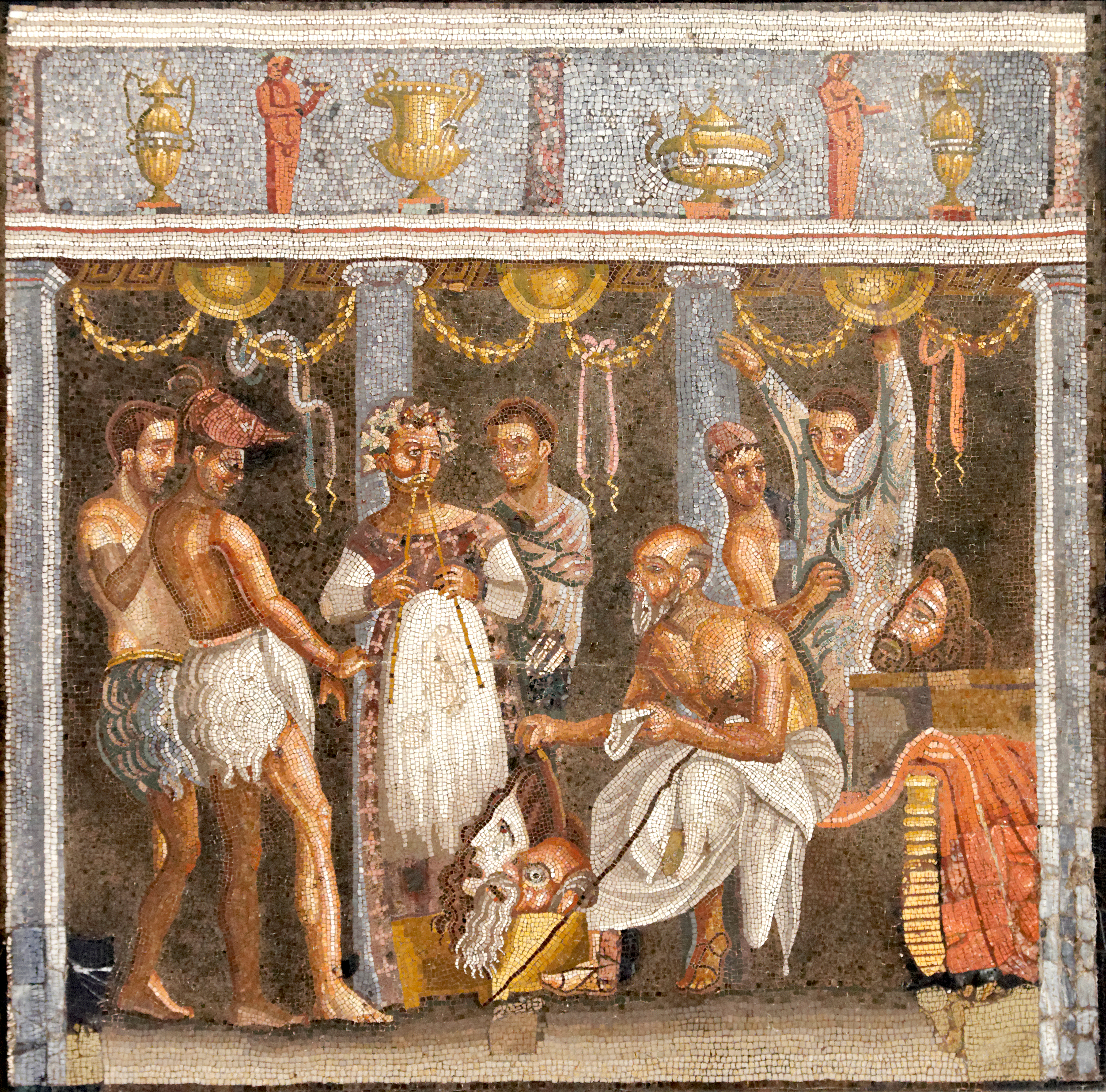
فسيفساء رومانية تصور ممثلين وعازف أولوس (منزل الشاعر الترجيدي پومپي)

مسرح روما القديمة كان ضرباً من مزدهراً من الفنون، تنوع من أداء الأعياد لمسرح الشارع، الرقص العاري، والأكروبات، إلى العرض المسرحي لكوميديا المواقف للكاتب پلاوتوس التي كانت تحظى بقبول واسع، إلى النمط المتحذلق من التراجيديات ذات الالكلمات العويصة من تأليف سنكا. وبالرغم من أن روما كان لديها تقليد محلي من الأداء، إلا أن هلننة الثقافة الرومانية في القرن الثالث ق.م. كان له أثر عميق ومنشط على المسرح الروماني وشجعت تطوير الأدب اللاتيني لينتج أفضل نوعية من المسرحيات.

## مقدمة
يعتبر عام 240 ق.م هو تاريخ ظهور المسرحية علي نمط النماذج اليونانية في روما عندما عرضت أول مسرحية يونانية في الأعياد الرومانية ludi Romani مترجم بللغة اللاتينية قام بنقلها إلي اللاتينية ليفيوس أندرنيكوس livius Andronicus، وكان أول من اكتشف أن في روما جمهورا ً للأدب اليوناني.(1)*
وقد أستمد الأدب اللاتيني الناشئ نماذجه من المسرحيات الأغريقية، بيد أنه في الوقت نفسه لم يغفل الموضوعات الوطنية. ذلك أنه إذا كان جنايوس نايفيوس قد أقتبس من التراجديا الأغريقية موضوعات الكثير من مسرحياته، فانه ألف كذلك مسرحيات تراجيدية قوامها موضوعات رومانيه بحتة مثل المسرحيتين اللتين كان موضوع إحداهما قصة رومولوس وموضوع الأخرى انتصار فلاوديوس مارقلوس علي الغال في عام 222 ق.م ويتبين من أسماء ثلاث مسرحيات تراجيدية أخرى تدعي على التوالي «أيميليوس باولوس» و«بروتس» و«دقيوس» أن موضوعاتها كانت أيضا ً رومانية، وكان باقوفيوس صاحب المسرحية الأولي، وآقيوس صاحب المسرحيتين الثانية والثالثة.
وفي مجال المسرحيات الكوميديا أيضا ً كانت القاعدة الشائعة أول الأمر هي الأقتباس من أصول إغريقية.(2)* ولم تبع الكوميديا الرومانية من مسرحيات أرسطوفانس Aristophanes القديمة التي كانت الحياة السياسة الحرة دعامة وجودها مثل أثينا في القرن الخامس قبل الميلاد.
ولكنها نبعت من الكوميديا الحديثة التي ظهرت في القرن الرابع قبل الميلاد والتي كانت مستمدة من الحياة الخاصة والمحلية. وكان الشاعر مناندر Menander هو الاسم الرئيسي في هذا الميدان. إن العالم الذي يصوره ميناندر عالم حيوي معقد يتفق ومزاج المشاهد الروماني في كير من نواحيه. وكان التهاون الجنسي يعالج في الكوميديا الرومانية بتسامح يبعث علي التسلية. ولقد لاحظ المؤرخون الاجتماعيون أن أول حالة طلاق في الروماني حدثت خلال السنوات الخمس التي تلت عرض أول مسرحية. لكن الكوميديا اليونانية الحديثة كانت تنقصها الحركة فقد كان إيقاعها بطيئا ً، يتخللها كثير من التحليل النفسي، ورسم شخصياتها يتطلب ذكاء خارق، وكان المتفرج لروماني يحتاج إلي مزيج قوي من الذوق الفني الرفيع والحركة النشطة وإلي حيل أكثر وشخصيات مضحكة وحيوية فياضة في المسرحية.وقد تطور الأدب المسرحي اللاتيني تطورا ً سريعا ً بسبب كثرة الطلب علي المسرحيات لعرضها في الحفلات العامة، وإذا كان علي مر الزمن أخذ مؤلفوا المسرحيات اللاتينية يعزفون عن الاقتباس من المرحيات الإغريقية ويجنحون نحو اتخاذ قصص مسرحياتهم وشخصياتهم من البيئة الرومانية، لكنهم مع ذلك لم يفلحوا إطلاقا ً في التحرر تحررا ً كاملا ً من النماذج الإغريقية.

## التاريخ

### المسرح الإغريقي
عندما أخذ الرومان المسرح الإغريق أدخلوا عليه من التطورات ما خلع عليه طابعا ً مميزا ً، فلقد أصبحت أماكن المتفرجين لا تستند إلي جوانب الجبل كما كان عند الإغريق بل كانت تشيد مستقلة علي مجموعة من العقود الحجرية على شكل نصف دائرة. وازداد الجزء الخاص بغرف الممثلين تعقيدا ً كما ازدادت جدرانه ارتفاعا ً بحيث أصبحت تصل إلي مستوي أعلي صف من صفوف مقاعد المتفرجين مع تزيين الواجهة المقابلة لهذه المقاعد بصفوف من الأعمدة تقف فوق بعضها بعضا ً. كذلك أصبحت مختلف أجزاء المسرح مترابطة بعضها ببعض بحيث تكون وحدة متماسكة ولكن يبدو أن المسرح بروما قد اقتصر لفترة طويلة علي المسرح الخشبي الذي كان يقف الممثلون أمامه. وقد قامت محاولة عام 150 ق.م لبناء مسرح خشبي دائم أوقفها مجلس الشيوخ الذي رفض السماح باستعمال المقاعد، هذا على الرغم من أننا نسمع حتي في عصر مبكر عن تمثليات تعرض في السيرك. وكان في استطاعة النظارة مشاهدتها جالسين، ولكنه حدث في عام 58 قبل الميلاد أن سمح ببناء مسرح خشبي عظيم. وبعد ذلك بثلاث سنوات بني بومبي بروما أول مسرح حجري وقد سمي هذا بالكولوزيوم وأيضا ً بالامفيتياتر الفلافي لأنه كان قد بني تحت حكم الأباطرة الفلافيين، فسباسيان وابنه تيتوس، وقد بلغت مساحة الكولوزيوم 170×205 ياردة. ولقد كان يوجد في المدرجات أماكن خاصة للمتزوجين والشباب الذين يرافقهم أوصياؤهم والخدم والنساء. وكان الكولوزيوم غير مغطي لكن في حالة سقوط المطر كانت توضع فوقة مظلة كبيرة Velarium. وتجدر الإشارة إلى أن معماري إيطالي يدعى كارلو إيمونينو، يدعو إلى إكمال استدارة الكولوزيوم. ويدعو المعماري لإعادة بناء الجدار الخارجي لأشهر مسرح مدرج في العالم الذي هدمته الزلازل.

### تطور المسرح الروماني
كان لروما أيام عطلة كثيرة، كانت في أيامها القديمة مطبوعة بطابع الوقار الديني، وفي الأيام التي نتحدث عنها مرحلة ملؤها المباهج الدنيوية. وترجع هذه الكثرة إلى تعدد آلهتهم وكثرة الأقاليم التي تمتص خيراتها. وكان الكثيرون من فقرائها يفرون في الصيف من حرارتها ورطوبتها إلى حانات الضواحي وشواطئ البحر وأيكها، يشربون، ويأكلون، ويرقصون، ويعشقون في الهواء الطلق. وكان ذوو اليسار منهم يذهبون إلى شواطئ الاستحمام المنتشرة على الساحل الغربي، أو إلى خليج بايا Baiae مع واسعي الثراء. وكان من أشد ما يرغب فيه كل من يعتد بطبقته أن يذهب إلى الجنوب- إلى رجيوم Rhegium أو تارنتم إن استطاع- ويعود منه وقد لفحت الشمس جلده ليثبت أنه من ذوي اليسار. ولكن الذين يبقون في رومة لم يكونوا يعدمون فيها الكثير من ضروب اللهو والتسلية القليلة الكلفة. لقد كانوا يجدون فيها تلاوة الشعر، والمحاضرات والحفلات الموسيقية، والكثير من المجون، والمسرحيات، والمباريات الرياضية والاقتتال لنيل الجوائز، وسباق الخيل، والعربات والصراع المميت بين الرجال والرجال أو بين الرجال والوحوش، والمعارك البحرية الصاخبة الزائفة في البحيرات الصناعية- وقصارى القول أن رومة لم تكن تضارعها قبلها مدينة أخرى في كثرة ضروب اللهو والتسلية.
وكان لروما في عهد الإمبراطورية الباكر خمسة وسبعون عيداً تقام فيها الألعاب، منها خمس وخمسون تخصص للمسرحيات أو ألعاب المجون، و22 للألعاب في الحلبات أو المضامير أو المدرجات. وازداد عدد الألعاب حتى أصبحت في عام 354 م تعرض في 175 يوما؛ ولم يصحب هذه الزيادة زيادة في المسرحيات الرومانية؛ بل حدث عكس هذا، حدث أن اضمحلت المسرحيات في الوقت الذي ازدهر فيه المسرح، وكانت المسرحيات الجديدة تكتب الآن لتقرأ لا لتمثل، واكتفت دور التمثيل بالمآسي القديمة الرومانية واليونانية، والمسالي والمساخر القديمة الرومانية. وكان نجوم التمثيل يسيطرون على المسرح ويجمعون من عملهم أموالهم طائلة؛ فقد ترك إيسبس Aasopus ممثل المآسي عشرين مليون سسترس بعد حياة من الإسراف والبذخ؛ وكان رسيوس Roscuis الممثل الهزلي يكسب خمسمائة ألف سسترس في العام، وقد بلغ من الثراء حداً جعله يمثل في عدة مواسم من غير أجر- وكان هذا احتقاراً للمال جعل هذا العبد المحرر واسطة العقد في مجالس الأشراف. أما الألعاب التي كانت تدور في الحلبات والمدرجات فكانت تستحوذ على اهتمام الجمهور وتفسد أذواقه، وقد مات التمثيل الروماني ودفن في المجتلدات، وكان شهيداً آخر من شهداء أيام الأعياد الرومانية.
ولما زاد الاهتمام في التمثيل بحركات الممثلين وبالمناظر بدل الحبكات والأفكار تخلى التمثيل عن مكانه في المسرح إلى التهريج والمساخر. وكانت المساخر لا تحتوي إلا على القليل من الحوار، وكانت تختار موضوعاتها من حياة أحط الطبقات، وتعتمد على تصوير الشخصيات تصويراً بارعاً في التقليد الساخرز وبعد أن قضى على حرية القول في الجمعيات وفي السوق بقيت بعض الوقت في هذه المهازل القصيرة، حيث كان في وسع الماجن أن يجازف برفع رأسه وإطلاق لسانه لينال بذلك تصفيق الجماهير بتورية يسددها إلى الإمبراطور أو الملتفين حوله. وقد أمر كلجيولا بحرق أحد الممثلين حياً في المدرج عقاباً له على إشارة من هذا النوع. وفي اليوم الذي دفن فيه فسبازيان الشحيح مثلت مهزلة قلدت فيه جنازته تقليداً ساخراً، كان من مناظرها أن جلست الجثة في أثناء موكب الجنازة وسألت كم أنفقت الدولة على هذه الجنازة؛ ولما قيل لها إنها أنفقت «عشرة ملايين سسترس» أجابت بقولها «أعطوني مائة ألف فقط ألقوني في نهر التيبر». ولم يكن يسمح للنساء بالتمثيل إلا في هذه المهازل، وإذ كانت هذه النسوة يعتبرن بهذا العمل من العاهرات فإنهن لم يكن يخسرن شيئاً بما ينطقن به من بذيء اللفظ. وكان النظارة في بعض المناسبات الخاصة كعيد فلورا ربة الزهر يطلبن إلى أولئك الممثلات أن يخلعن جميع ملابسهن. وكان الرجال والنساء يشهدون هذا الضرب من التمثيل كما يشهدونه الآن وقد وجد شيشرون فيه عرائس له كما عثر العرائس عليه فيه.
ولما منع الكلام في هذه المهازل منعاً باتاً، وارتفعت موضوعاتها فأصبحت تستمد من الآداب القديمة، تطورت المهازل الماجنة إلى استعراضات صامتة. وكان في ترك الكلام على هذا النحو كسب للجمهور. ذلك أن سكان رومة المختلفي الأجناس كانت كثرتهم لا تفهم إلا اللغة اللاتينية البسيطة إلى أقصى حد، ومن أجل هذا أصبح في استطاعتها أن تتبع حركات الممثلين بعد أن لم تعد مثقلة بعبء الألفاظ. وفي عام 21 م قدم إلى رومة ممثلان أحدهما من قليقية ويدعى بيلاديس Pylades، والآخر من الإسكندرية ويسمى باثيلس Bathylus؛ وأدخلو فيها التمثيل بالإيمان والحركة- وكان قد انتشر في الشرق الهلنستي. وقد مثلا فيه مسرحيات من فصل واحد ليس فيها إلا الموسيقى، والحركات، والإيماءات والرقص. ورحبت رومة بهذا الفن الجديد لأنها سئمت المسرحيات المؤلفة بالشعر القديم الطنان الرنان، وأعجبت إيما إعجاب بحذق الممثلين ورشاقتهم، وسرت بفخامة ملبسهم وجمال أقنعتهم أو ظرفها، وبأجسامهم المدربة التي أعد للعمل بالغذاء المناسب المنتقى، وبحركات الأيدي التي تحسن التعبير عن المعاني على الطريقة الشرقية البارعة، وسرعة تقليدهم للشخصيات على اختلاف مشاربها، وتمثيلهم مناظر العشق المثيرة للغرائز الجنسية. وكان النظارة ينقسمون طوائف وجماعات تؤيد كل منها الممثلين المتنافسين، وكثيراً ما كانت نساء الطبقات العليا يقعن في حب الممثلين ويتعقبنهم بالهدايا والعناق، حتى قطعت رأس واحد منهم بسبب علاقته بزوجة دومتيان. وما لبث هذا التمثيل الصامت أن طرد من المسرح الروماني كل ما عداه من أنواع التمثيل ما عدا المساخر الماجنة. وحلت المراقص والمساخر محل المسرحيات الجدية.

## الدراما الرومانية
لقد كان الغرض الذي يهدف إليه سكبيو وجماعته أن يناصروا الفنون والفلسفة، وأن يجعلوا اللغة اللاتينية لغة رقيقة سلسة أدبية، وأن يجتذبوا ربات الشعر الرومانية إلى ينابيع الشعر اليوناني المتدفقة، وأن يهيئوا للكتاب والشعراء الناهضين مستمعين وقراء. من ذلك أنه لما أن جاء كاتو- وهو العدو الألد لكل شيء يمثله سبيو وأصدقاؤه- بشاعر من الشعراء إلى رومه في عام 204 ق.م اختفى به سبيو وأكرم مثواه. وكان هذا الشاعر هو كونتس إبنيوس Qnintus Ennius. وكان قد ولد في عام 239 بالقرب من برنديزيوم Brundisium من أبوين أحدهما يوناني والآخر إيطالي. وتلقى علومه في تارنتم، وكان ذا روح حماسية تأثرت أشد التأثر بالمسرحيات اليونانية التي كانت تعرض على مسرح تلك المدينة. واسترعت شجاعته العسكرية في سردينيا التفات كاتو. ولما جاء إلى رومه أخذ يشتغل بتدريس اللغتين اليونانية واللاتينية، وينشد أشعاره لأخصائه. وسرعان ما وجد سبيله لجماعة سبيو وأصدقائه؛ ولم يكن ثمة بحر من بحور الشعر إلا حاوله، وكتب عدداً قليلاً من السالي وما لا يقل عن عشرين مأساة، وكان يعجب بيوربديز ويعبث مثله بالآراء المتطرفة، ويغيظ الأتقياء بما ينطق به من الأمثال التهكمية الأبيقورية كقوله: «أسلم معكم أن ثمة آلهة ولكنهم لا يبالون بما يفعله الآدميون، وإلا لكانت عاقبة الطيبين الخير وعاقبة الخبيثين الشر- وهذا قلما يحدث (28)». ويقول شيشرون إن من استمعوا لهذا القول طربوا وصفقوا له استحساناً (29). وقد ترجم أو شرح كتاب «التاريخ المقدس» تأليف يوهمروس Euhemerus وهو الكتاب الذي يثبت فيه كاتبه أن الآلهة ليسوا إلا أبطالاً أمواتاً ألهتهم عواطف الشعب وتعلقه بهم. على أنه لم يكن مجرداً كل التجرد من الآراء الدينية، وآية ذلك أنه أعلن في وقت ما أن روح هوميروس قد تنقلت في عدة أجساد منها جسم فيثاغورس ومنها جسم طاووس ثم استقرت في جسم إينيوس Ennius. وقد كتب تاريخاً حماسياً لرومه في صورة ملحمة كبيرة تبدأ من مجيء إينباس Aeneas إلى بيرس Pyrrhus، وقد ظلت هذه الحوليات إلى أيام فرجيل الملاحم القومية لإيطاليا؛ وبقيت منها قطع صغيرة قليلة العدد أشهرها كلها بيت لا يمل المحافظون الرومان ترديده وهو:
«قوام الدولة الرومانية أخلاقها القديمة ورجالها العظماء».
وكانت القصيدة من حيث الوزن تعد ثورة على الأوزان الشعرية القديمة. فقد استبدل فيها بالوزن المهلهل غير المنتظم الذي كان يستخدمه نيفيوس Naevius الشعر المرن السداسي الأوتاد الذي كان يستخدم في الملاحم اليونانية. وصاغ إبنيوس الشعر اليوناني في صور جديدة، وبث فيه قوة جديدة، وغمر أبياته بالأفكار، وأعده من حيث طريقته وألفاظه وموضوعه وأفكاره للكريشيس وهوراس وفرجيل. وقد توج أعماله الأدبية برسالة عن ملاذ الفم، ومات بذات الرئة في سن السبعين بعد أن ألف هذه القبرية التي يفخر فيها بنفسه:
«لا تبكوا عليّ ولا تحزنوا لوفاتي؛ فإني أبقى على شفاه الرجال وأحيا (30)».
ونحج إبنيوس في كل شيء عدا المسلاة، ولعل سبب إخفاقه أنه عني بالفلسفة عناية جدية فوق ما يجب، ونسي نصيحته التي قال فيها «يجب على الإنسان أن يتفلسف دون أن يسرف في فلسفته (31)». وكان الناس يفضلون الضحك على الفلسفة وكانوا في ذلك على حق؛ وقد أغنوا بهذا التفضيل بلوتس وأفقروا إبنيوس. ولهذا السبب عينه لم تلق المآسي المسرحية شيئاً من التشجيع في رومه. نعم إن الأشراف قد أعجبوا بمآسي بكوفيوس Pacuvius وأكيوس Accius، ولكن الشعب تجاهلها والزمان لم يبق على ذكراها.
وكان موظفو الدولة يعرضون المسرحيات على الجماهير في رومه، كما كان أمثالهم يعرضونها عليه في أثينة، على أنها جزء من الحفلات التي تقام في الأعياد الدينية أو في جنائز المواطنين الممتازين. وكان الملهى الذي تمثل فيه مسرحيات بلوتس وترنس يتكون من محالة خشبية تعلوها خلفية مزخرفة scaena أمامها طوار مستدير للرقص جزؤه الخلفي هو المسرح proscaenium. وكان هذا البناء الهش الرقيق يهدم عقب كل حفل كما نفعل نحن بالمقاعد والحواجز التي نقيمها للاستعراض في هذه الأيام. وكان النظارة يشاهدون اللعاب وهم وقوف أو جلوس على مقاعد يأتون بها معهم، أو يتربعون على الأرض في العراء. ولم تبن في رومه دار كاملة للتمثيل قبل عام 145 ق.م، وحتى في ذلك الوقت كانت الدار لا تزال بناء خشبياً لا سقف له، ولكن مقاعد مصفوفة على نظام المدرجات اليونانية نصف الدائرية. ولم يكن النظارة يؤدون لدخولها أجراً، وكان في مقدور الأرقاء أن يدخلوا دون أن يكون لهم حق الجلوس، أما النساء فلم يكن يسمح لهن إلا بالجلوس في المقاعد الخلفية. ولعل النظارة في ذاك العهد كانوا أخشن من شهدهم تاريخ التمثيل كله وأشدهم غباوة- فكانوا جماعة من الخابين المتزاحمين الوضيعين. وكثيراً ما كان يطلب إليهم في بداية التمثيل أن يراعوا قواعد الأدب والأخلاق، كما أن الفكاهات والنكات السمجة العادية يطلب تكرارها لكي يستطيع النظارة إدراكها. وكان يطلب إلى الأمهات في بعض الأحيان أن يتركن أطفالهن في منازلهن، وكانت الخطب الافتتاحية تنذر الأطفال بالعقاب إذا أحدثوا شيئاً من الضجيج، أو تحذر النساء من الثرثرة في أثناء التمثيل. وترى هذه المطالب مدونة حتى في وسط المسرحيات التي نشرت فيما بعد (32). وإذا حدث أن صحب التمثيل صراع ينال المتفوق فيه جائزة، أو ألعاب بهلوانية على الحبال، فقد كان التمثيل ينقطع أحياناً حتى ينتهي الصراع أو تنتهي الألعاب، وهما أشد إثارة لحماسة النظارة من التمثيل. وعند ختام تمثيل مسلاة رومانية كانت تلقى العبارة الآتية: «والآن فيصفق الجميع» أو ما في معناها للدلالة على أن الرواية قد انتهت وأن التصفيق مباح.
وكان التمثيل خير ما في المسرح الروماني، وكان مدير المسرح من الأحرار، وكان هو الذي يمثل الدور الرئيسي عادة، أما غيره من الممثلين فكان معظمهم من الأرقاء اليونان. وكان كل مواطن يتخذ التمثيل حرفة له يفقد بذلك حقوقه المدنية- وهي عادة ظلت قائمة إلى أيام فلتير. وكان الرجال يمثلون أدوار النساء. وكان النظارة قليلي العدد، ومن أجل ذلك لم يكن الممثلون يلبسون أقنعة بل كانوا يكتفون بالأصباغ والشعر المستعار؛ فلما أن أزداد عدد النظارة أصبحت الأقنعة واجبة لتمييز أشخاص المسرحية بعضهم من بعض، وكان يطلق على القناع لف برسونا persona وهو في أغلب الظن مشتق من الكلمة التسكانية فرسو phearsu بمعنى قناع. وكانت الأدوار تسمى دراماتيس برسوني dramatis personae أي أقنعة المسرحية. وكان ممثلو الأدوار المحزنة يلبسون أحذية عالية cothurnus أما ممثلوا الأدوار المضحكة فكانوا يحتذون نعالاً وطيئة soccus. وكانت بعض أدوار المسرحية تغني على أنغام المزمار، وكان المغنون في بعض الأحيان يغنون الدوار، والممثلون يمثلونها تمثيلاً صامتاً بالإشارات.
وقد كتبت ملاهي بلوتس بالشعر السهل المكون من أسباب وأوتاد يتلو بعضها بعضاً تقليداً لأوزان الشعر اليوناني وموضوعاته، ومعظم الملاهي اللاتينية التي وصلت إلينا مأخوذة من المسرحيات اليونانية مباشرة، أو بمزج مسرحيتين يونانيتين أو أكثر بعضها ببعض، وهي مأخوذة في الغالب من مسرحيات فيلمون Philemon ومناندر Menander أو غيرهما من كتاب «المسلاة الجديدة» في أثينا، وكان اسم المسرحية الرومانية واسم مؤلفها يكتبان عادة على الصفحة الأولى. وقد حظر الاقتباس من مسرحيات أرسطوفان و«المسلاة القديمة» بمقتضى قانون الألواح الإثني عشر الذي كان يعاقب على الهجاء السياسي بالإعدام (33). ولعل خوف كتاب المسرحيات اللاتين أن يطبق عليهم هذا التشريع الرهيب هو الذي حدا بهم إلى الاحتفاظ بالمناظر والشخصيات والعادات والأسماء، وحتى النقود، كما كانت في الأصل اليوناني. ولولا بلوتس لكان القانون الروماني قد أبعد الحياة الرومانية كلها تقريباً عن المسرح الروماني. ولكن هذه الرقابة الصارمة لم تمنع فحش القول وبذيئه أن ينطق به على المسرح، فقد كان الهدف الذي يبتغه المشرفون على التمثيل هو تسلية النظارة لا رفع مستواهم، ولم يكن جهل العامة ليسوء قط الحكومة الرومانية، وكان النظارة يفضلون المزاح السمج على الفكاهة الرقيقة، ويعجبهم الهزل والتهريج أكثر مما يعجبهم الحذق والدهاء، ويطربهم فحش القول أكثر مما يطربهم الشعر، وكان بلوتس أحب إليهم من ترنس.
وكان أول دخول تيتس مكسيوس بلوتس Titus Maccius Plautus أي تيتس المهرج ذي القدم الكرشاء في أمبريا Umbria عام 254 ق.م؛ ولما قدم إلى رومه عمل فيها خادماً من خدم المسرح وادخر بعض المال وحرص على استثماره ولكنه أضاعه. واضطره العيش إلى كتابة المسرحيات، وسر الجماهير بما كان يبثه من الإشارات الرومانية في مسرحياته المقتبسة من المسرحيات اليونانية. واستطاع بهذه الطريقة أن يجمع بعض المال وأن يمنح مواطنيه رومه. وكان بلوتس رجلاً شعبياً شديد المرح ضاحكاً صخاباً، يضحك مع كل إنسان على كل إنسان، ولكنه كان طيب القلب عطوفاً على الناس جميعاً. وقد بلغ عدد ما كتبه أو صقله من المسرحيات مائة وثلاثين بقيت منها إلى الآن عشرون. ومن هذه المسرحيات البقية مسرحية Miles Gloriosus وهي صورة مرحة لجندي صخاب يغذيه خادمه وينفحه بالأكاذيب.
الخادم: أرأيت الفتاتين اللتين استوقفتاني بالأمس؟.
الضابط: ماذا قالتا لك؟.
الخادم: لما مررتَ بنا سألتاني:
«يا عجباً! هل هنا أخيل العظيم؟» فأجبتهما:
"في الحق إنه لجميل! يا له من رجل نبيل!
«ما أبهى شعره!»... وتوسلت إليَّ كلتاهما.
... أن أطلب إليك أن تخرج اليوم مرة أخرى. حتى تستطيعا رؤيتك عن قرب.
الضابط: ألا ما أكثر ما يجره الجمال على الإنسان من متاعب!!.
وفي مسرحية أمفتريون Amphitryon تنصب السخرية على جوف Jove فهو يتنكر في صورة زوج الكمينا Alcmena ويدعو نفسه ليستمع إلى قسمه، ويقرب القربان إلى جوبتر (35). وفي اليوم التالي يغرر بهذه السيدة فتتئم. ويطلب بلوتس إلى الإله في آخر المسرحية أن يعفو عنه وأن يتقبل من الجماهير أكبر قسط من الثناء. وقد نالت هذه القصة من إعجاب الجماهير في رومه أيام بلوتس بقدر ما نالت في أثينا أيام مناندر Menander وفي باريس أيام مليير Moliere ، وما تناله في نيويورك في الوقت الحاضر. أما مسرحية أولولاريا Aulularia فهي قصة رجل بخيل يكنز المال، وفيها من العطف عليه أكثر مما في رواية البخيل Avare لمليير. وترى البخيل فيها يجمع قلامة أظفاره ويتحسر على ما خسره من الماء فيما أذرفه من الدموع. ومسرحية منمكي Menaechmi هي القصة القديمة قصة التوأمين اللذين يختلط أمرهما على الناس ثم يتبينونهما، ويرى لسنج Lessing أن مسرحية الأسير Captiv خير مسرحية مثلت في ملهى (35). وقد أعجب بها بلوتس أيضاً ويقول في مستهلها:
ليست مبتذلة ولا هي كغيرها من المسرحيات.
وليس فيها سطور قذرة يستنكف الإنسان أن ينطق بها.
وليس فيها قواد كاذب ولا مومس خبيثة.
وهو قول حق، ولكن حبكة المسرحية معقدة غاية التعقيد، وتعتمد كل الاعتماد على المصادفات غير المتوقعة، وعلى الرؤى العجيبة التي لا يلام صاحب العقل الحريص على صدق التاريخ أن يمر بها دون أن يعيرها أية عناية. ولم يكن سر نجاح هذه المسرحيات القديمة بل كثرة ما فيها من الحادثات الفكهة المضحكة والنكات اللفظية المرحة التي لا تقل فحشاً عما في مسرحيات شكسبير، والصخب القذر البذيء، والنساء الطائشات وما يظهرنه في بعض الأحيان من عواطف طيبة. وقد كان في وسع النظارة في كل مسرحية أن يثقوا من وجود حادثة من حوادث الحب، وتغرير بفتاة، وبطل وسيم فاضل، وعبد أرجح عقلاً من كل من فيها من الشخصيات مجتمعة. وفي هذه المسرحيات نرى الأدب الروماني منذ بدايته تقريباً وثيق الارتباط بالرجل العادي، ويصل بما اقتبسه من المسرحيات اليونانية إلى حقائق الحياة، ويبلغ في هذا حداً لم يبلغه قط فيما بعد.
وفي السنة التي توفي فيها بلوتس على الأرجح (184 ق.م) ولد في قرطاجنة بيليوس ترنتيوس آفر Publius Terentius Afer من أصل فينيقي، ولربما كان من أصل إفريقي. ولسنا نعرف عنه شيئاً قبل أن يكون عبداً من عبيد ترنتيوس لوكانس Terentius Lucanus في رومه. فقد أدرك هذا الشيخ مواهب الشاب الحي فعلمه ووهبه حريته، وتسمى الشاب باسم سيده اعترافاً منه بفضله عليه. وفي وسعنا أن نعرف شيئاً من أخلاق الرومان الطيبة حين نسمع أن ترنس «الفقير الخلق الثياب» جاء إلى بيت كاسليوس استاتيوس Caecilius Statius - وكانت مسرحيات هذا المؤلف المضحكة هي المسيطرة في ذلك الوقت على المسرح الروماني- وقرأ عليه المشهد الأول من مسرحية أندريا. وأعجب كاسليوس بهذا المشهد إعجاباً حمله على أن يستبقي الشاعر إلى العشاء معه وأن استرعى أسماع إيمليوس Aemilijus وليليوس، وقد حاول كلاهما أن يصقل أسلوبه فيجعله هو الأسلوب اللاتيني الحبيب إلى قلبه. ومن ثم راجت الإشاعة القائلة بأن ليليوس هو الذي كان يكتب لترنس مسرحياته، وهي إشاعة رأى المؤلف كياسة منه وحصافة إلا يؤيدها أو ينكرها (38). واستمسك ترنس في أمانة وإخلاص بأصول المسرحيات اليونانية التي نقلها إلى اللاتينية وأطلق على هذه المسرحيات أسماء يونانية، وتحاشى أن يشير فيها إلى الحياة الرومانية، ولم يدع لنفسه أكثر من أنه مترجم لهذه الروايات- وهو تواضع منه وبخس لأعماله (39). ولعل الذي دفعه إلى هذا هو تأثره بالهلينية المتغلبة على سبيو وجماعته.
ولسنا نعرف ماذا كان مصير تلك المسرحية التي كان كاسليوس يحبها ويعجب بها أشد الإعجاب، ولكنا نعرف أن هيرا Hecyra مسرحية ترنس الثانية قد أخفقت لأن النظارة غادروا الملهى في أثناء التمثيل ليشهدوا صراعاً للدببة. ثم بسم له الحظ في عام 162 حين كتب أشهر مسرحياته كلها وهي مسرحية «المعذب نفسه» Heauton Timoroumenos وهي تروي قصة أب منع ابنه أن يتزوج الفتاة التي اختارها لنفسه، ولكن الابن تزوجها رغم هذا، فما كان من الأب إلا أن تبرأ منه ونفاه من البلاد، ثم أنبه ضميره وندم على فعلته وعاقب نفسه على ما فعل بامتناعه عن أن يمس ثروته وبأن يعيش عيشة الكدح والفقر، ثم عرض عليه جار له أن يتدخل في الأمر ليحل مشكلته، فيسأله الأب عما يدعوه إلى الاهتمام بغيره والإشفاق عليهم، فيرد عليه الجار بهذه العبارة المعروفة في جميع أنحاء العالم والتي صفق لها النظارة طرباً وإعجاباً وهي: Hums sum humani nihil a me alienum puto «إني إنسان؛ ولا أرى أن شيئاً مما يتصل بالإنسان غريب عليَّ». ومثلت في السنة التالية مسرحية «الخصي» وبلغ من إعجاب النظارة بها أن مثلت مرتين في يوم واحد (ولم يكن ذلك مألوفاً في تلك الأيام)، وربح منها ترنس ثمانية آلاف سسترس (نحو 1200 ريال أمريكي) في يوم وليلة (40). وظهرت بعد بضعة أشهر من ذلك الوقت رواية «الفورميو» وقد سميت كذلك نسبة إلى الخادم الفكه الذي أنقذ سيده من غضب أبيه، والذي أصبح فيما بعد نموذجاً لشخصية فيجارو Figaro القوية في رواية بومارشيه Beaumarchais. وفي عام 160 ق.م مثلت آخر مسرحية لترنس وهي مسرحية أدلفى أو «الإخوة» في الألعاب التي أقيمت بمناسبة وفاة إيمليوس بولس. وبعد قليل من ذلك الوقت سافر الكاتب بطريق البحر إلى بلاد اليونان، ثم مرض وهو عائد منها، ومات في أركاديا في الخامسة والعشرين من عمره.
وانصرف الجمهور بعض الانصراف عن مسرحياته الأخيرة، لأن الصبغة الهلينية التي اصطبغت بها قد أعلت من قدره فوق ما يجب. فقد كان يعوزه مرح بلوتس وخفة روحه وفكاهته؛ هذا إلى أنه لم يعن في مسرحياته بمعالجة الحياة الرومانية، فلم يدخل في المضحك منها أنذالاً فاسدين أو مومسات طائشات، بل صور كل النساء في تلك المسرحيات في صور رقيقة، حتى العاهرات منهن كن يحمن على حافة الفضيلة. وقد احتوى تلك المسرحيات سطوراً تعد من جوامع الكلم، وعبارات جرت مجرى الأمثال، منها hinc illae lacrimae («ومن ثم كانت تلك الدموع») ومنها fortes fortuna adiuvat («الحظ يواتي الشجعان»)، quot homines tot sententiee («عدد الآراء كعدد الرجال») وعشرات من أمثالها. ولكن هذه الحكم لا يقدرها إلا أصحاب الذهنية الفلسفية أو الحساسية الأدبية، وهما ما لم يجدهما العبد الإفريقي في جمهرة الشعب الروماني. ومن أجل هذا النقص لم يعبأ ذلك الشعب بمساليه التي توشك أن تكون مآسي، وبحبكاته المتقنة البناء ولكنها تسير في بنائها على مهل، وبدراسته الدقيقة للشخصيات الغريبة، وبحواره الهادئ، وبأسلوبه المفرط في الهدوء، وفي نقاء لغته نقاء يكاد أن يكون إهانة للشعب الروماني؛ وكأن النظارة وهم يشاهدون هذه المسرحيات كانوا يشعرون بأن قد حدث بينهم وبين كتلس الروماني صدع لن يلتئم قط. وقد كان شيشرون- وهو القريب من كتلس قرباً لا يمكنه من أن يراه على حقيقته، والحصيف حصافة تحول بينه وبين الإعجاب بلكريشيوس- نقول كان شيشرون يظن أن ترنس أرق شعراء الجمهورية. وكان قيصر أعدل في حكمه عليه أثنى عليه بقوله إنه «المحب للكلام الطاهر»، ولكن آسف لأنه لم يوهب القدرة على الضحك vis comica ووصفه بأنه «نصف مناندر» Dimitiatus Menander. على أن ترنس قد أفلح في شيء واحد على الأقل؛ ذلك ان هذا الرجل السامي الأجنبي، الذي تشبع بروح ليليوس وبلاد اليونان، قد صاغ من اللغة اللاتينية أداة أدبية هي التي استطاع بها شيشرون في القرن التالي أن يكتب نثره وفرجيل أن ينشئ شعره.

## الشخصيات الرئيسية في الكوميديا الرومانية

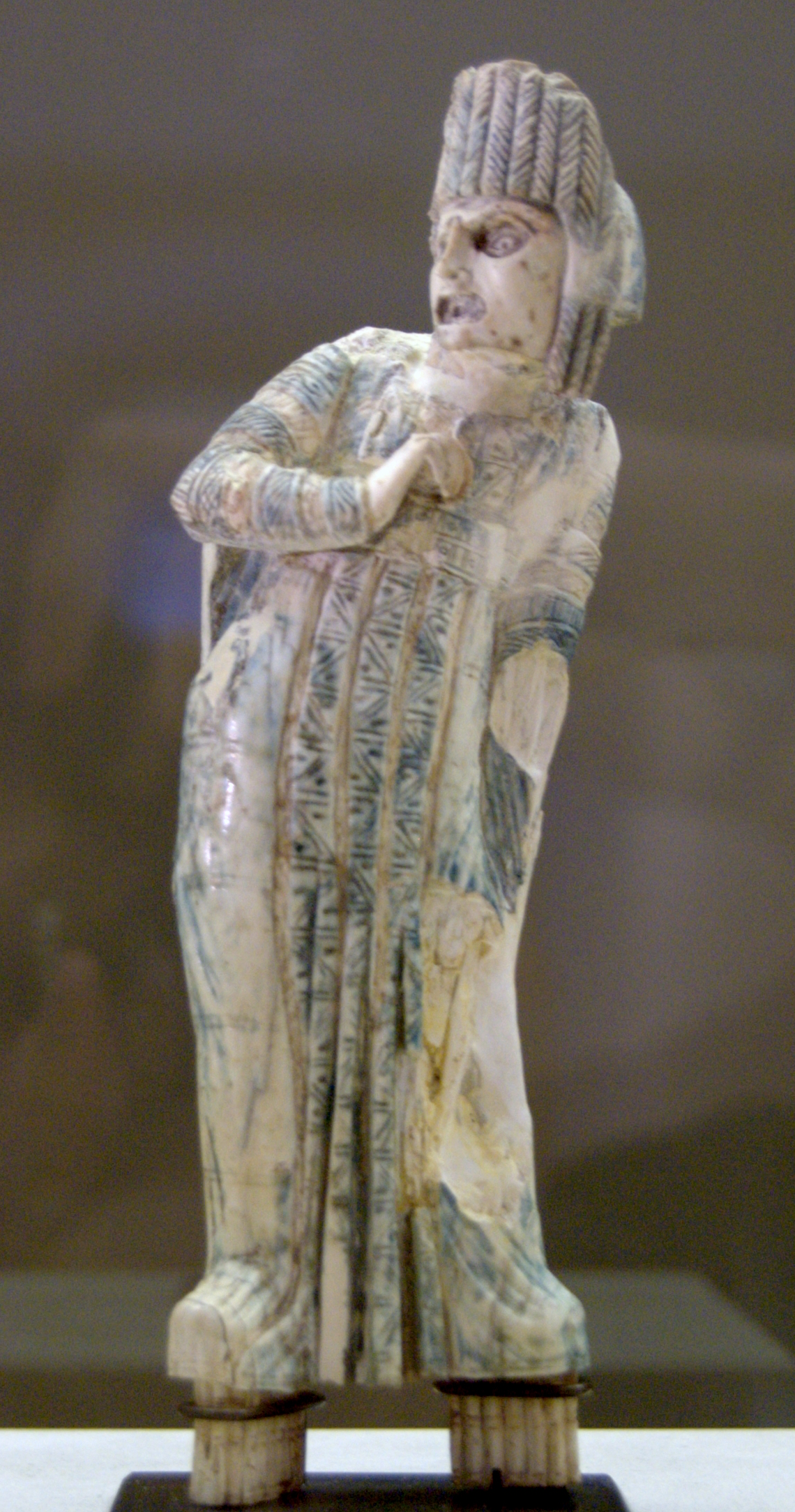
تمثال من العاج لممثل تراجيدي روماني القرن1.

## أشهر المسرحيات الرومانية
- ليفيوس أندرنيكوس، a Greek slave taken to Rome in 240 BCE, who wrote plays based on Greek theatre. Rome's first playwright.
- بلاوتوس، 3rd century BC comedic playwright and writer of Miles Gloriosus  [لغات أخرى]‏, Pseudolus, and Menaechmi.
- ترنتيوس، who wrote between 170 and 160 BC.
- Gaius Maecenas Melissus, 1st century playwright of a "comedy of manners"
- لوكيوس سينيكا، 1st century dramatist most famous for Roman adaptations of ancient Greek plays like Medea and Phaedra.
- إينيوس، contemporary of Plautus who wrote both comedies and tragedies
- Pacuvius, Ennius's nephew and tragic playwright